# Alfred Gilman senior

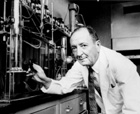
Alfred Gilman senior

Alfred Zack Gilman (* 5. Februar 1908 in Bridgeport, Connecticut; † 13. Januar 1984 in New Haven, Connecticut) war ein US-amerikanischer Pharmakologe.
Er ist vor allem für die Einführung der Chemotherapie bei Krebserkrankungen (mit Losten) und für seine Autoren- und Herausgeberschaft eines Standardwerks der Pharmakologie bekannt.

## Leben und Wirken
Gilman erwarb am Yale College einen Bachelor und 1931 bei George Raymond Cowgill am dortigen Institut für Physiologische Chemie mit der Arbeit Chemical and Physiological Investigations on Canine Gastric Secretion einen Ph.D. in Biochemie. Auch als Postdoktorand blieb er in Yale, zunächst in der Biochemie, dann in der Pharmakologie. Unter Henry Gray Barbour erhielt er eine erste Professur in Pharmakologie.
Früh begann Gilman seine Zusammenarbeit mit dem Mediziner Louis S. Goodman. Gemeinsam veröffentlichten sie das Lehrbuch Pharmacological Basis of Therapeutics, das sich zu einem Standardwerk der Pharmakologie entwickelte und zahlreiche Neuauflagen erlebte.
Im Zweiten Weltkrieg war Gilman für die United States Army in Edgewood Arsenal tätig, wo er unter anderem Giftgas und Gegengifte untersuchte. Die Feststellung, dass Loste insbesondere lymphatisches Gewebe schädigen, ermutigte zu dem Einsatz von Stickstoff-Lost bei einem Patienten mit einem strahlenresistenten Lymphosarkom, der zu einer partiellen Remission führte. Dies gilt als die Geburtsstunde der Chemotherapie.
Gilman wechselte 1946 an die Medizinische Fakultät der Columbia University in New York. Die Entwicklung von Triamteren als kaliumsparendes Diuretikum Anfang der 1960er Jahre geht ebenfalls auf Gilman und Mitarbeiter in Zusammenarbeit mit dem Pharmaunternehmen SmithKline & French zurück. Gilman konnte außerdem wichtige Entdeckungen in der Nierenphysiologie machen, unter anderem zur Kaliumausscheidung und zur Rückresorption von Bikarbonat abhängig von der CO2-Konzentration im Blut.
1956 wechselte Alfred Gilman an das jung Albert Einstein College of Medicine, ebenfalls in New York, wo er sich um die Entwicklung der Grundlagenforschung verdient machte. Nach seiner Emeritierung 1973 hielt er noch bis zu seinem Tod Vorlesungen an der Yale University.
Laut Datenbank Scopus, die Zitationen überwiegend erst aus der Zeit nach den 1970er Jahren erfasst, hat Gilman einen h-Index von 15.
Zu seinen Schülern zählen unter anderen Ralph Kohn und Theodore H. Bullock.
Alfred Zack Gilman war seit 1934 mit Mabel Schmidt verheiratet. Ihr gemeinsamer Sohn Alfred Goodman Gilman, dessen Middle name an Louis S. Goodman erinnert, erhielt 1994 zusammen mit Martin Rodbell den Nobelpreis für Physiologie oder Medizin. Das Paar hatte noch eine Tochter.

## Auszeichnungen (Auswahl)
- 1964 Mitglied der National Academy of Sciences[2]
- 1964 Fellow der American Association for the Advancement of Science
- 1971 Mitglied der American Academy of Arts and Sciences[3][4]
- 1979 Ehrendoktorat des Dartmouth College

Die American Society for Pharmacology and Experimental Therapeutics vergibt zu Ehren von Gilman und Goodman den Goodman and Gilman Award in Receptor Pharmacology.